# Kíp Lào
Kip (tiếng Lào: ກີບ) là tiền tệ của Lào kể từ năm 1952. Mã ISO 4217 là LAK và thường được viết là ₭ hay ₭N. Một kíp được chia ra 100 att (ອັດ).

## Kíp Lào tự do
Giai đoạn 1945-1946, chính quyền tự do đã phát hành ở Viêng Chăn một xê ri tiền giấy có mệnh giá 10, 20 và 50 att và 10 kip trước khi các giới chức Pháp kiểm soát khu vực này. 

## Kíp Hoàng gia
Đồng kíp đã được giới thiệu lại vào năm 1952, thay thế ngang giá Đồng Đông Dương Pháp. Đồng kíp, cũng gọi là piastre trong tiếng Pháp) được chia ra 100 att (tiếng Lào) hoặc cent (tiếng Pháp).

### Tiền xu kim loại
Tiền xu kim loại được đúc với mệnh giá 10, 20 và 50 att hay cent với chữ Pháp và chữ Lào. Tất cả đều được đúc bằng nhôm và có lỗ ở giữa, giống như đồng xu wen Trung Hoa. Đồng xu chỉ được đúc năm 1952.

### Giấy bạc
Năm 1953, chi nhánh tại Lào của Institut d'Emission des Etats du Cambodge, du Laos et du Vietnam đã phát hành các đồng giấy bạc đặt tên đơi là piastre và kip. Đồng thời, hai chi nhánh tương tự đã có dàn xếp tương tự với riel ở Campuchia và đồng ở Nam Việt Nam. Có các giấy bạc 1, 5, 100 và 100 kip/piastres.
Năm 1957, chính quyền đã phát hành các giấy bạc chỉ có tên kíp. Các đồng giấy bạc có các mệnh giá là 1, 5, 10, 20, 50 in ở Mỹ, 100 và 500 kip in ở Pháp. Năm 1963, giấy bạc 200 và 1000 kip đã được bổ sung, sau đó là giấy bạc 5000 kip năm 1975. Tất cả giấy bạc sau đều được in ở Pháp.

## KípPathet Lào
Kíp Pathet Lào đã được giới thiệu vào khoảng trước năm 1976 ở các khu vực dưới quyền kiểm soát của quân Pathet Lào. Các mệnh giá được phát hành là: 10, 20, 50, 100, 200, 500 kíp. Giấy bạc được in ở Trung Quốc.
Năm 1976, kíp Pathet Lao đã thay kíp Hoàng gia khắp nước Lào sau khi Pathet Lào lên nắm quyền lãnh đạo. Tỷ giá giữa hai đồng kíp là Pathet Lao kip = 20 kíp Hoàng gia.

## Kíp Cộng hòa Dân chủ Nhân dân Lào
Năm 1979, đã diễn ra một cuộc cải cách tiền tệ, thay đồng 100 kíp Pathet Lào bằng đồng kíp mới.

### Tiền kim loại
Trước năm 1980, ở Lào có tiền kim loại các mệnh giá 10, 20 và 50 att. Nhưng sau đó, do lạm phát, tiền kim loại không còn được sử dụng trong lưu thông nữa.

### Tiền giấy
Năm 1979, tiền giấy có các mệnh giá 1, 5, 10, 20, 50 và 100 kip. 500 kip đã được bổ sung năm 1988, sau đó là 1000 kip năm 1992, 2000 và 5000 kip năm 1997, 10.000 và 20.000 kip năm 2002 và 50.000 vào ngày 17 tháng giêng năm 2006 (dù ghi năm 2004).

## Tỉ giá hối đoái hiện thời của đồng LAK
| Bảng Unicode Biểu tượng tiền tệ Official Unicode Consortium code chart: Currency Symbols Version 13.0 |   |   |   |   |   |   |   |   |   |   |   |   |   |   |   |   |
| | 0 | 1 | 2 | 3 | 4 | 5 | 6 | 7 | 8 | 9 | A | B | C | D | E | F |
| U+20Ax                                                                                                | ₠ | ₡ | ₢ | ₣ | ₤ | ₥ | ₦ | ₧ | ₨ | ₩ | ₪ | ₫ | € | ₭ | ₮ | ₯ |
| U+20Bx                                                                                                | ₰ | ₱ | ₲ | ₳ | ₴ | ₵ | ₶ | ₷ | ₸ | ₹ | ₺ | ₻ | ₼ | ₽ | ₾ | ₿ |
| U+20Cx                                                                                                |   |   |   |   |   |   |   |   |   |   |   |   |   |   |   |   |